# Искусство жить в Одессе
«Искусство жить в Одессе» — советский художественный фильм режиссёра Георгия Юнгвальд-Хилькевича, вышедший в 1989 году. Фильм снят по мотивам «Одесских рассказов» Исаака Бабеля.

## Сюжет
За основу взяты «Одесские рассказы», в центре сюжета — Беня Крик (Сергей Колтаков) со своими налётчиками. Весь фильм состоит из узнаваемых сценок, эпизодов. Бандиты, как им и положено, грабят, а остальное еврейское население занимается каждодневным выживанием.
Финал фильма изменён по сравнению с произведениями Бабеля: Беня Крик не создаёт собственный «революционный отряд» и не погибает в пучине Гражданской войны, а бежит в эмиграцию.

## В ролях
- Алексей Петренко — Фроим Грач
- Сергей Колтаков — Беня Крик
- Андрей Соколов — Саша Боровой
- София Кузева — Катя (озвучание — Наталья Щукина)
- Олег Табаков — Цудечкис
- Виктор Авилов — Владислав Симен
- Александр Ширвиндт — Тартаковский
- Зиновий Гердт — Арье-Лейб
- Светлана Крючкова — Хава Цудечкис
- Михаил Боярский — гипнотизёр
- Сергей Мигицко — Моня-артиллерист
- Наталья Позднякова — Баська
- Олег Школьник — Миша Яблочко
- Гия Лежава — Ося Грузин
- Юрий Кузнецов — Сеня Пятирубель
- Арнис Лицитис — Коля Штифт
- Евгений Полынчук — Лёвка Кацап
- Юрий Дубровин — Савка Буцис
- Виктор Павловский — Гриша Паковский
- Владимир Мальцев — Хаим Дронг
- Семён Фурман — Арон Пескин
- Вячеслав Цой — Китаец Ли
- Борислав Брондуков — 1-й чекист
- Дмитрий Чубаров — 2-й чекист
- Г. Астахов — Моисейка
- Юрий Рудченко — Мотя
- Мария Капнист — Маня
- Виктория Фролова — Любка Козак
- Сергей Бехтерев — Иосиф Мугинштейн
- Анна Лисянская — Тётя Песя
- Игорь Богодух — Сендер Эйхбаум
- Дети Цудечкиса:
  - Юлия Швабская
  - Коля Хмелёв
  - Ваня Цисляк
  - Денис Калашников

## Съёмочная группа
- Авторы сценария:
  - Георгий Николаев
  - Георгий Юнгвальд-Хилькевич
- Режиссёр-постановщик: Георгий Юнгвальд-Хилькевич
- Операторы-постановщики:
  - Феликс Гилевич
  - Виктор Ноздрюхин-Заболотный
- Монтажёр: Ирина Блогерман
- Художник: Н. Иевлева, Л. Н. Стронская
- Композитор, дирижёр, автор текстов песен и исполнитель: Александр Градский
- Блатные песни исполняет Владимир Мальцев

## Песни, прозвучавшие в фильме
- «Он так любил»
- «Молитва»
- «Как на Дерибасовской, угол Ришельевской…»

## Факты
- В 1989 году было снято две экранизации «Одесских рассказов» Исаака Бабеля: «Искусство жить в Одессе» и «Биндюжник и Король». Роль Арье-Лейба в двух этих фильмах сыграл Зиновий Гердт
- В самом начале фильма (девятнадцатая минута) женщина на берегу напевает песню «С Одесского кичмана…», хотя действия этого эпизода происходят до Гражданской войны